# Sinchi Roca
Sinchi Roca Inca (kecz. Zinchi Ruq'a) – na wpół legendarny władca Inków i drugi Sapa Inca, władca Cuzco z pierwszej dynastii Húrin (drugim władcą Cuzco ze strony dynastii Hanan był Inca Rug'a), starszej linii królewskiego rodu Inków, syn mitycznego założyciela państwa inkaskiego, ówcześnie obejmujące jedynie niewielki obszar w dolinie Cuzco i dynastii królewskiej, Manco Capaca oraz Mamy Ocllo.
Według Juana de Betanzosa Sinchi Roca nie miał rodzeństwa. Sinchi stworzył podwaliny pod przyszłe imperium inkaskie, tworząc jeszcze prymitywne struktury władzy na terenach wokół Cuzco. Dzięki politycznym umiejętnościom zjednywał i przyłączał sąsiednie szczepy w struktury swojego państwa. Według relacji de la Vegi poszerzył granice państwa o kilka prowincji: pomiędzy Calla Huayą a królewską drogą do Uma suya. Według przekazów panował 30 lat. Jego następcą był Lloque Yupanqui.    